# Добрых, Владимир Макарович
Владимир Макарович Добрых — советский хозяйственный, государственный и политический деятель.

## Биография
Родился в 1921 году в деревне Казанка. Член КПСС.
Участник Великой Отечественной войны, выпускник Омского сельскохозяйственного института имени С.М. Кирова. С 1951 года — на хозяйственной, общественной и политической работе. В 1951—1981 гг. — заведующий сельскохозяйственным отделом Нововаршавского райкома КПСС, председатель колхоза имени Рассохина Нововаршавского района Омской области. 
Избирался депутатом Верховного Совета СССР 7-го созыва.
Умер 21.01.1992.